# 1815 în literatură
Anul 1815 în literatură a implicat o serie de evenimente și cărți noi semnificative.  

## Cărți noi
- John Agg - A Month at Brussels
- Jane Austen - Emma
- Sarah Green - The Fugitive
- Elizabeth Gunning - The Victims of Seduction
- Ann Hatton - Secret Avengers
- Mary Hays - The Brothers, or Consequences
- E. T. A. Hoffmann - The Devil's Elixir
- Barbara Hofland - A Father as He Should Be
- Christian Isobel Johnstone - Clan-Albin: A National Tale
- Mary Meeke - The Spanish Campaign
- Mary Pilkington - The Unfortunate Choice
- Jane Porter - The Pastor's Fireside
- Regina Marie Roche - Edinburg; a Novel
- Sir Walter Scott - Guy Mannering
- Catherine Smith - Barozzi or the Venetian Sorceress
- Elizabeth Thomas - The Baron of Falconberg